# ポンド・フィート
ポンド・フィート（pound-foot、記号:lb·ft , lbf·ft）は、トルク（力のモーメント）の単位である。
1ポンド・フィートは、「ある定点から1フィート隔たった点に、その定点に向かって直角方向に1重量ポンドの力を加えたときのその定点のまわりの力のモーメント」と定義される。別の言い方をすると、「1重量ポンドの力と、それに垂直な距離1フィートの外積」である。
1ポンド・フィートは、およそ1.355818 ニュートンメートルに等しい。
「ポンド・フィート」という単位名称は、仕事・エネルギーの単位であるフィート重量ポンドとの混同を避けるために導入されたもので、イギリスの物理学者アーサー・メーソン・ワーシントンが最初に提案した。しかし、トルクの単位は、しばしばフィート・ポンド（foot-pound、記号:ft·lb , ft·lbf）と呼ばれる。